# 1024 (số)
1024 (một nghìn không trăm hai mươi bốn) là một số tự nhiên ngay sau 1023 và ngay trước 1025.
- Căn bậc hai của 1024 là 32.